# Першукевич, Иван Петрович
Иван Петрович Першукевич (1912—1980) — паровозный машинист депо Кемь Кировской железной дороги, Герой Социалистического Труда.

## Биография
Родился 12 февраля 1912 года в деревне Петревичи, Барановичского района Брестской области Белоруссии в крестьянской семье. Белорус. В первую мировую войну семья Першукевичей переехала на восток и остановились в городе Орше. Здесь Иван начал трудовой путь каменщиком, возводил в Орше кирпичные дома. Окончил школу фабрично-заводского ученичества, поступил в депо Орша слесарем.
В 1934—1936 годах проходил службу в Красной Армии. Демобилизовавшись, вернулся в родное депо, стал машинистом.
В 1939 году, по окончании трехгодичной технической школы на станции Волховстрой под Ленинградом, получил распределение в паровозное депо Кемь Кировской железной дороги. Уже 10 июня 1941 года ему был вручен знак «Ударник Сталинского призыва».
В начале Великой Отечественной войны вражеская авиация базировалась на финских аэродромах. Финские войска перерезали магистраль Мурманск — Волховстрой, захватив Петрозаводск. Но разрезанная на части Кировская магистраль продолжала жить и работать, хотя вражеская авиация и диверсанты стремились разрушить дорогу. В этих сложных прифронтовых условиях машинист Першукевич стал инициатором скоростного вождения фронтовых эшелонов.
Составы водили под постоянным огнём врага. Так осенью 1941 года только благодаря умелому маневрированию удалось уклониться от прямого попадания бомб, он взрывались то впереди, то позади эшелона с боеприпасами. Такая «дуэль» случалась почти каждую поездку. Однажды снарядом снесло верх будки, но бригада отремонтировала повреждённый локомотив и продолжала вести поезд. В другой раз осколками разорвавшегося снаряда были ранены все трое, но никто не покинул своего поста, перевязали раны друг другу, и рейс продолжался. В госпиталь не обращались, а справку о ранении, как известно, враг не выдаёт. В июле 1942 года был награждён медалью «За трудовую доблесть».
В конце 1942 года Першукевич вёл наливной состав и был атакован вражескими истребителями. Со второго захода вражеским лётчикам удалось пробить котел паровоза и зажечь две цистерны. Быстро заделав повреждение заготовленными пробками, с большим трудом отцепили пылающие цистерны и оттащили их от состава. Остальные удалось спасти, хотя будка паровоза была изрешечена пулями. В то время каждая капля горючего была на вес золота.
Указом Президиума Верховного Совета СССР от 5 ноября 1943 года «за особые заслуги в обеспечении перевозок для фронта и народного хозяйства и выдающиеся достижения в восстановлении железнодорожного хозяйства в трудных условиях военного времени» Першукевичу Ивану Петровичу присвоено звание Героя Социалистического Труда с вручением ордена Ленина и золотой медали «Серп и Молот».
После вручения наград в Москве, Першукевич был направлен на курсы техников в Саратов. Здесь встретил день Победы.
В 1946 году вернулся в родную Белоруссию. Был назначен на инженерную должность в Управлении Брест-Литовской железной дороги. Но он рвался из кабинета в будку паровоза и стал машинистом-инструктором депо станции Барановичи. Вновь возглавив паровозную бригаду, довел пробег локомотива до 1 миллиона 100 тысяч километров. До выхода на пенсию водил составы. В 1947, 1951, 1955 годах избирался депутатом Верховного Совета Белорусской ССР. Жил в городе Барановичи.
Скончался 25 декабря 1980 года.

## Награды
Лауреат Государственной премии СССР (четырежды).
Награждён орденом Ленина, медалями; знаком «Почетному железнодорожнику».

## Память
Его именем в Барановичах названа улица. С 1985 года в депо Барановичи проводится смотр-конкурс по безопасности движения. Победителям вручается премия имени И. П. Першукевича и специальный диплом.